# Stara Nova vas
Stara Nova vas este o localitate din comuna Križevci, Slovenia, cu o populație de 348 de locuitori.